# Claude-Yvon Leduc
Claude-Yvon Leduc est un réalisateur français.

## Biographie
Claude-Yvon Leduc a réalisé, entre 1950 et 1980, de nombreux courts métrages documentaires dont il a également assuré parfois la production.

## Filmographie partielle
- 1950 : Antoine l'aventureux ou un escargot à Paris
- 1952 : Les Vins de France
- 1954 : Je ne suis qu'un chien
- 1956 : L'Homme devant l'automobile
- 1957 : Piano mon ami
- 1957 : Les Cuivres à la voix d'or
- 1957 : La Voix des anches
- 1957 : Ceinture noire
- 1958 : Les Migrants de Paris
- 1959 : Vente par correspondance
- 1961 : 21 rue Blanche à Paris (coréalisateur : Quinto Albicocco)
- 1963 : Les Jardiniers de la mer
- 1969 : Histoire du pain
- 1969 : Une tannerie moderne
- 1970 : Chronique piquante ou histoire de la machine à coudre
- 1972 : Combat contre la nuit
- 1972 : Tous les anges ne sont pas des saints
- 1973 : Le Papier au fil des rames
- 1974 : Plaque à palpeur
- 1980 : Conserve et gastronomie, les deux font... l'appert